# Pintura neoclásica

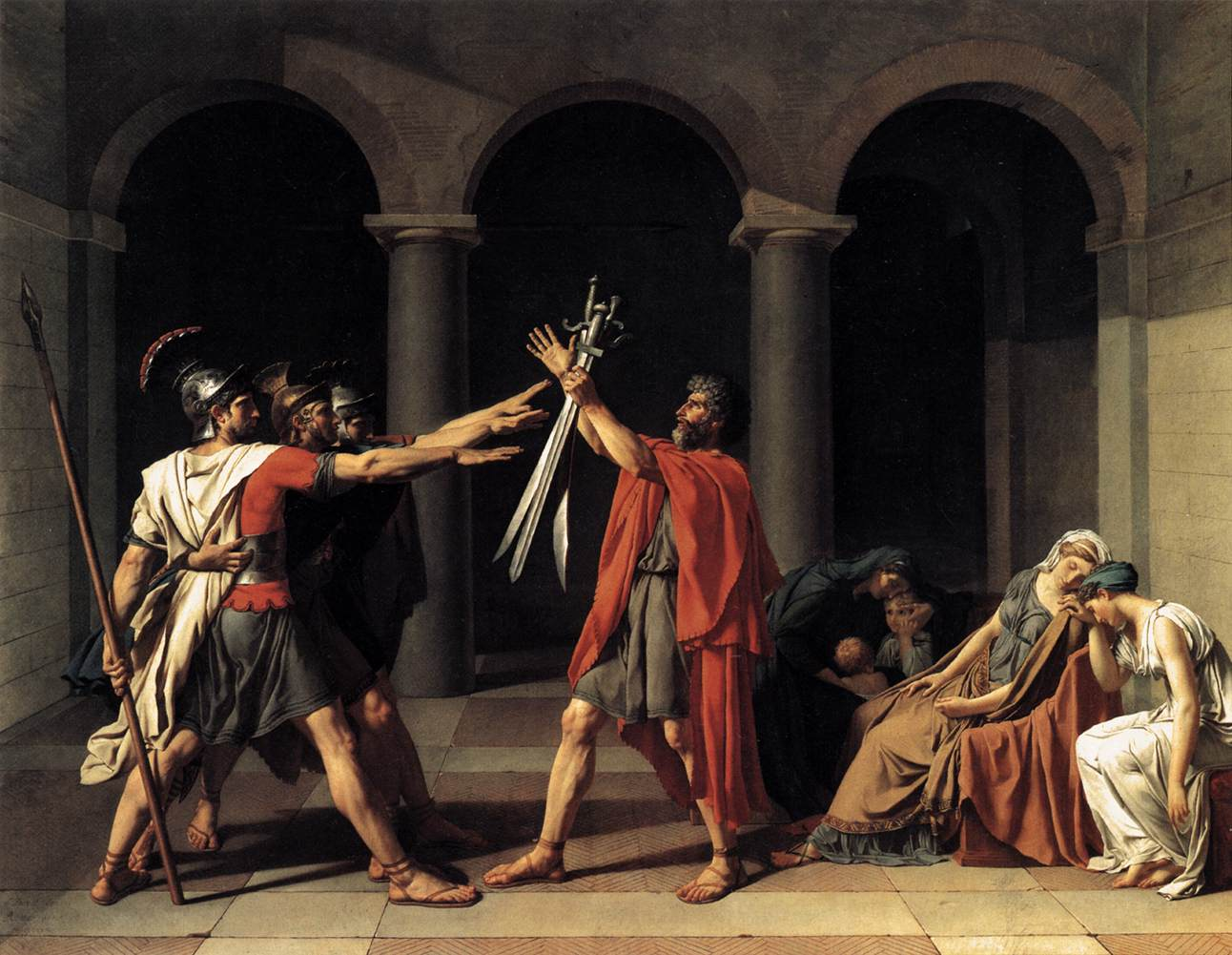
Jacques-Louis David: El juramento de los Horacios (1784–85).

La pintura neoclásica es un movimiento pictórico nacido en Roma en la década de 1760 y que se desarrolló en toda Europa, arraigando especialmente en Francia hasta aproximadamente 1830, en que el Romanticismo pasó a ser la tendencia pictórica dominante.
El Neoclasicismo se sitúa entre el barroco y el Romanticismo. Pero en muchas ocasiones, el tránsito de uno a otro estilo no es fácil, porque tienen rasgos semejantes. Si lo característico del Neoclasicismo era revivir otra época, en concreto la Antigüedad clásica, realmente no se diferencia de intentar recrear la Edad Media o la vida en países orientales, pues en ambos casos se recurría a temas exóticos, ajenos a la realidad de la sociedad en la que el pintor trabaja. En realidad, clasicismo y Romanticismo son tendencias estilísticas burguesas que reaccionan frente al aristocrático rococó, y como tal ideología burguesa, aspira tanto al orden y la estabilidad, como a la libertad que les era negada por el Antiguo Régimen; del mismo modo, es la burguesía la que se plantea la dialéctica entre la razón, que defiende un sistema político más racional que el del Antiguo Régimen, y el sentimiento, muchas veces puro sentimentalismo burgués frente a la cínica frialdad e indiferencia de la aristocracia. En este sentido, el Neoclasicismo representaría la aspiración a un orden regido por la razón, mientras que el Romanticismo representaría las igualmente burguesas ideas de libertad en un mundo dominado por el sentimiento individual.
Y ello sin olvidar que en este período neoclásico de 1760-1830 trabajaron artistas como Goya, Füssli o Blake, que escapan a cualquier clasificación, ensalzando más lo irracional y la locura que la serenidad a la antigua. E igualmente coincide en el tiempo con el movimiento prerromántico alemán del Sturm und Drang.

## Historia

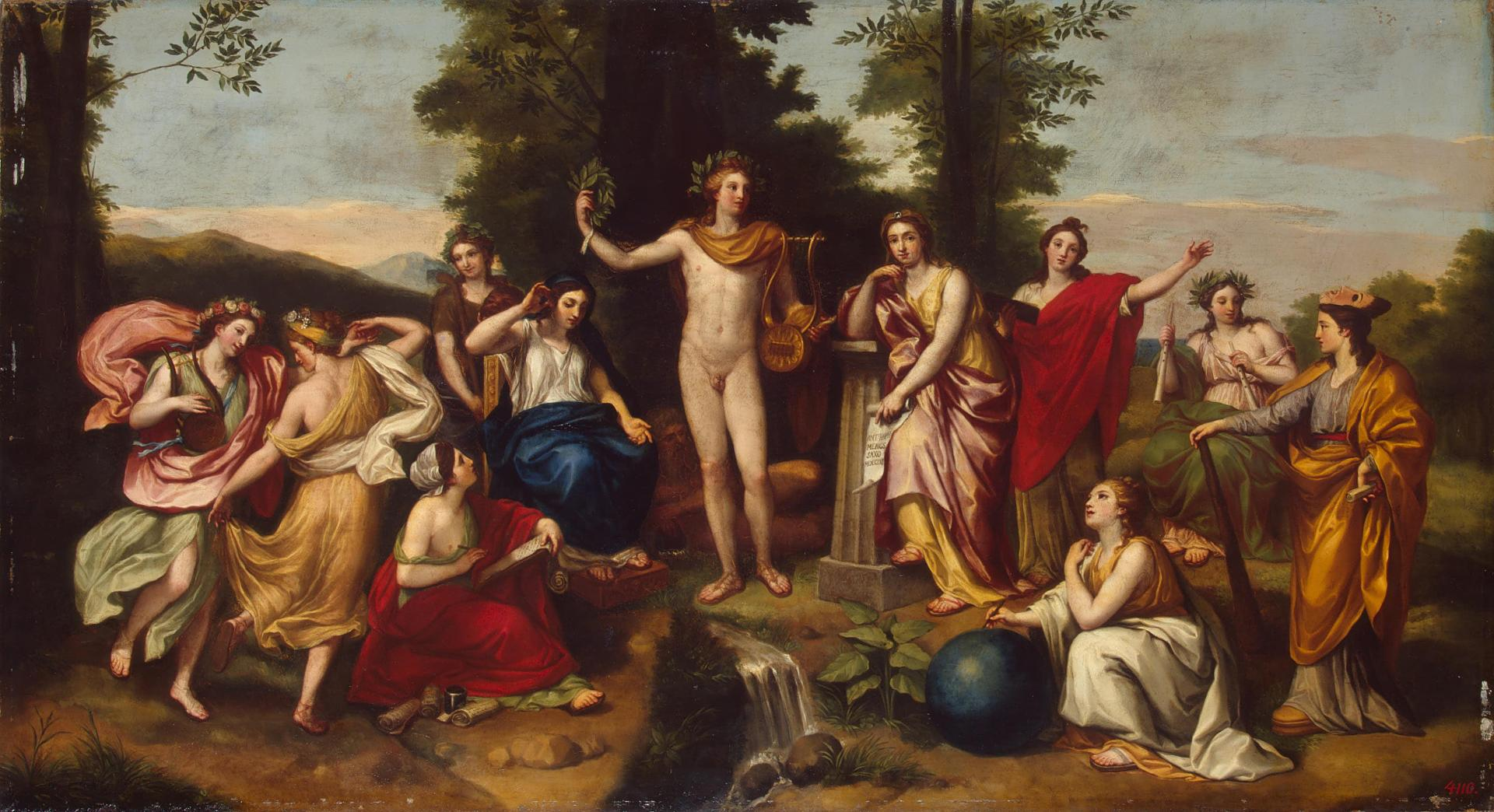
Mengs: El Parnaso, 1761.

En las artes plásticas, el movimiento europeo llamado «Neoclasicismo» comenzó después del año 1765, como una reacción a los estilos Barroco y Rococó. Estos estilos se percibían como agotados y la solución pasaba bien por crear un estilo enteramente nuevo, bien por recrear el estilo de una época que, por considerarse la más cercana al ideal, se reputaba como «clásica». Con la llegada de la Revolución francesa (1789), el Neoclasicismo se adoptó como el estilo propio de la burguesía frente al rococó aristocrático, la respuesta estética propia de la revolución.
El Neoclasicismo también era expresión del pensamiento de la Ilustración. No hay que olvidar los ataques que Diderot dirigía a Boucher, representante del rococó. Para el enciclopedista, debía preferirse en arte el estilo sereno del arte antiguo. En torno al año 1760, Diderot afirmaba que la función del arte era educar y hacer que la virtud pareciera atractiva, «el vicio odioso y el ridículo estrepitoso». Las obras por lo tanto debían tener una intención didáctica y moralizante, lo cual viene ejemplificado en las obras de Jean-Baptiste Greuze (1725-1805), aún enmarcadas estilísticamente en el rococó.

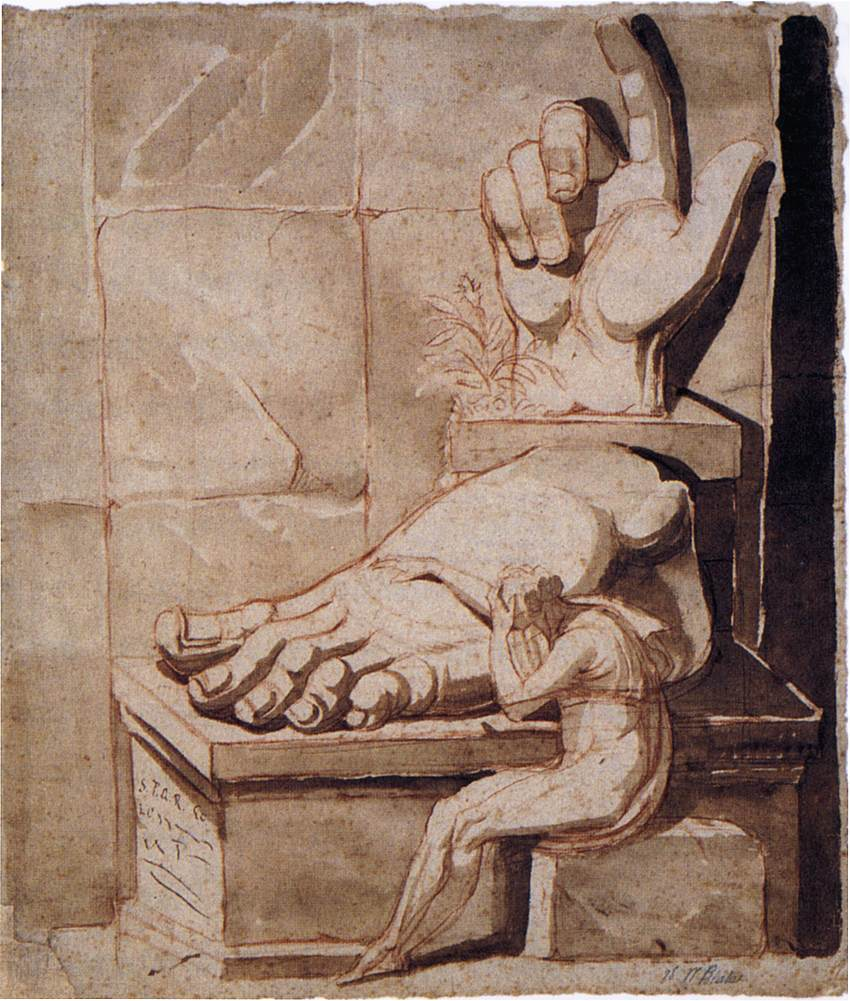
Henry Fuseli, El artista conmovido hasta la desesperación por la grandeza de los restos antiguos, 1778–79.

Se deseaba regresar a lo que se percibía como «pureza» de las artes de la Antigua Roma, la más vaga percepción («ideal») de las artes griegas y, en menor medida, al clasicismo renacentista. Una circunstancia que contribuyó al nacimiento del Neoclasicismo es que la Antigüedad grecorromana, simplemente, se puso de moda. Ello se debió en gran medida a los descubrimientos arqueológicos de la época en Herculano (1738) y Pompeya (1748). Se difundieron obras arqueológicas y otras que reproducían imágenes de las ruinas clásicas. Decisiva fue la obra de Winckelmann (Historia del Arte de la Antigüedad), pero hubo otros como los escritos del arqueólogo conde de Caylus, The antiquities of Athens (Las antigüedades de Atenas) (1762) de los británicos Stuart y Nicholas Revett, Ruines des plus Beaux monuments de Grèce (Ruinas de los más bellos monumentos de Grecia) (1758) del francés Julien-David LeRoy, y los grabados con las Vistas de Roma, realizados por el italiano Giovanni Battista Piranesi entre 1748 y 1775. Lessing publicó su ensayo estético Laocoonte; gracias al debate entre Lessing y Winckelmann a propósito de la estatuaria helenística, los artistas aprendieron que los grandes sufrimientos se expresan mediante movimientos contenidos y no con gesticulaciones desagradables.

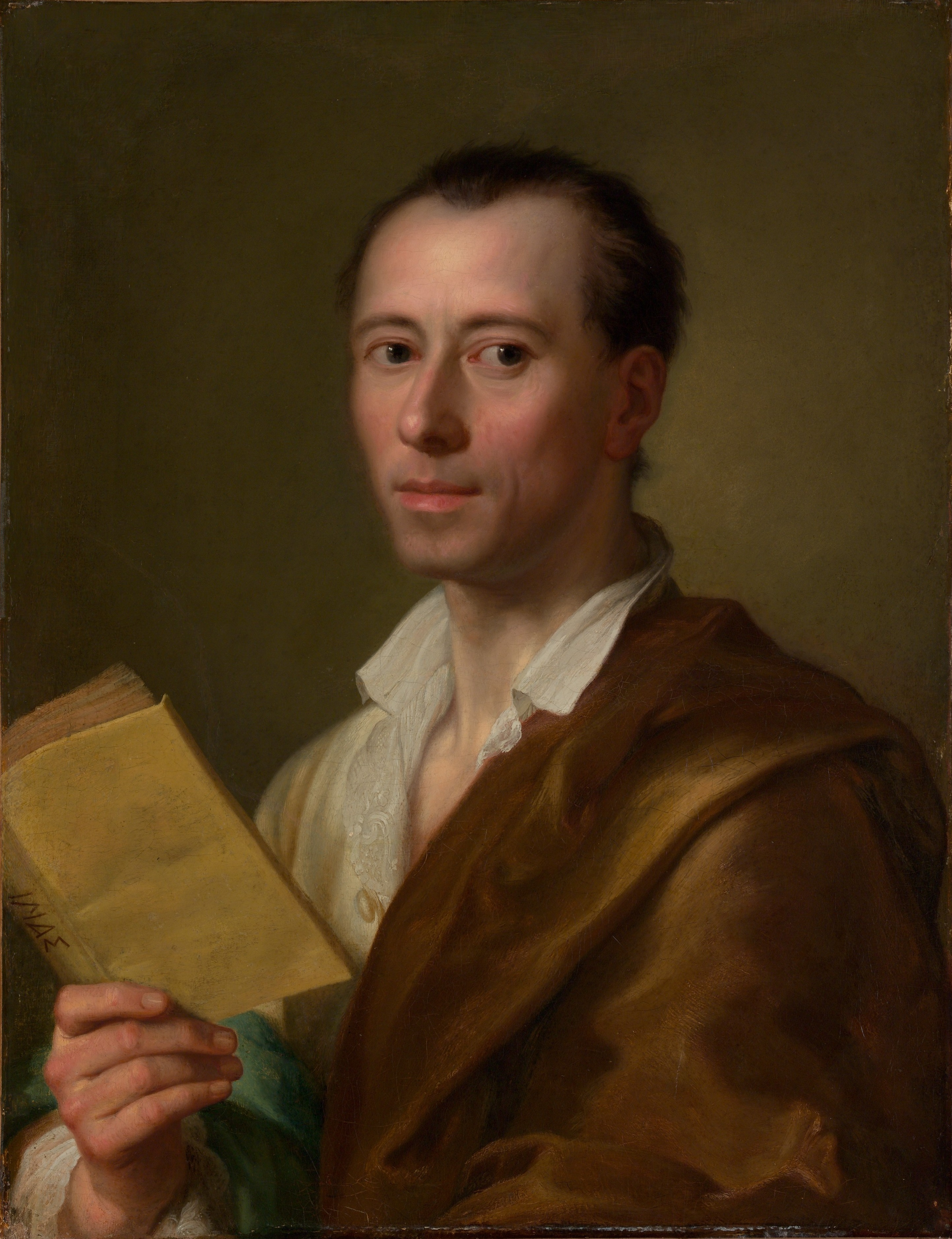
Anton Raphael Mengs: Retrato de Johann Joachim Winckelmann, poco después de 1755.

Los europeos del siglo XVIII veían en aquella Antigüedad clásica una época de esplendor, de virtudes éticas que, si se introducían en la sociedad de la época, podría ayudar a regenerarla. Para Winckelmann el ideal estaba más bien en la Grecia del siglo V a. C. mientras que la Francia de la época revolucionaria se fijaba más en la Antigua Roma: la Roma republicana durante el periodo revolucionario, y luego el Imperio de los Césares durante el periodo napoleónico.
Esa época se intentó revivir en diversos aspectos, incluido el arte y la pintura. Cada movimiento artístico «neo»-clasicista selecciona algunos modelos entre todos los clásicos posibles que están a su disposición, e ignoran otros. El problema que se encontraron los pintores fue que la pintura de la Antigua Grecia, a diferencia de lo que ocurría con la arquitectura o la escultura, estaba perdida irremisiblemente; así que los pintores neoclásicos la revivieron imaginariamente, en parte a través de frisos en bajorrelieve aunque era difícil superar su carencia de color, mosaicos y pintura sobre cerámica y en parte a través de los ejemplos de pintura y decoración del Alto Renacimiento de la generación de Rafael, frescos en la Domus Aurea de Nerón, Pompeya y Herculano y a través de una renovada admiración por Nicolas Poussin. Gran parte de la pintura «neoclásica» no es más que clasicista en su tema.
Winckelmann, junto con su compatriota Anton Rafael Mengs fijaron las bases del Neoclasicismo pictórico, buscando recuperar el «buen ideal», la «noble simplicidad» del pasado y su «serena grandeza». El crítico Antoine Chrysostome Quatremère de Quincy acabó de sentar las bases del nuevo estilo en Francia. Finalmente, no puede dejarse de lado la influencia de las Academias, que se establecieron a lo largo de todo el siglo XVIII defendiendo siempre ideas clasicistas y que vieron confirmados sus postulados estéticos en los descubrimientos arqueológicos.

## Características

### Técnicas
Predominó el dibujo, la forma, sobre el colorido y gracias a ello da como resultado una estética distante del espectador, reforzado por la luz clara y fría que bañaba las escenas, ya que si se adoptaran tonos dorados se introduciría en la obra una sensualidad que se rechazaba en la estética neoclásica. A veces se usaba el claroscuro, con una iluminación intensa de los personajes que interpretaban la escena en el centro del cuadro, dejando en las tinieblas el resto del cuadro. Al destacar el dibujo sobre el color, este último era mero coloreado, que informaba sobre el contenido del cuadro, modelando los objetos representados, sin tener valor estético por sí mismo. En contraste con las pinturas barrocas y rococó, las neoclásicas carecen de colores pastel y de confusión; en lugar de ello, usan colores ácidos. La superficie del cuadro aparecía lisa, con una factura impecable en la que difícilmente se apreciaban las pinceladas del autor, lo cual contribuía a establecer la distancia entre el autor y el tema y de éste con el espectador.

### Tema

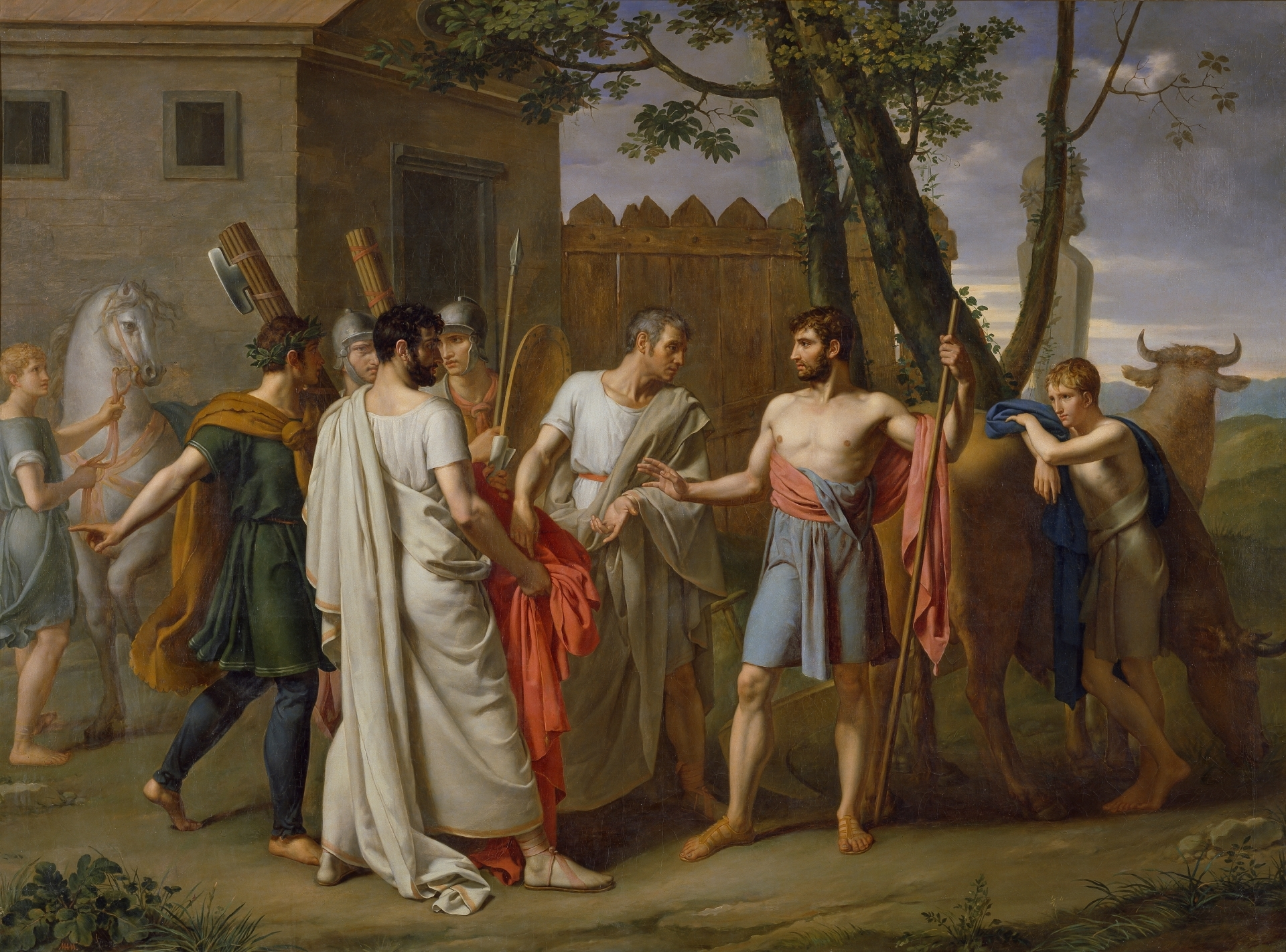
Juan Antonio Ribera: Cincinato abandona el arado para dictar leyes a Roma, h. 1806.

Se cultivó sobre todo el cuadro de historia, reproduciendo los principales hechos de la Revolución francesa y exaltando los mitos griegos y romanos, a los que se identificó con los valores de la Revolución.  Que transmitían valores ejemplares como el sacrificio del héroe o el patriotismo. Bajo Napoleón Bonaparte, se llegó a una clara intención propagandista. Las fuentes que inspiraban las obras eran Homero, la historia de Roma Antigua en especial Tito Livio, y poemas de Petrarca. En muchos casos, las escenas no representaban el momento álgido de la historia, sino el momento anterior o posterior. En otros casos se incluían representaciones religiosas y la expresión de sentimientos.

### Composición
Generalmente se pintó al óleo sobre lienzo, pero también hubo frescos. Los cuadros respetan, en general, el carácter ortogonal del lienzo. El estilo buscaba la sencillez también en la composición. Cada cuadro se refería a un solo tema principal, sin temas secundarios superfluos que pudieran distraer. No son cuadros de gran profundidad, sino con una construcción frontal que recuerda a los frisos y bajorrelieves clásicos. El marco suelen ser arquitecturas arcaizantes, y no paisajes, y si la escena ocurría en un interior, a veces se dejaba este segundo plano en la penumbra para que nada distrajera de la escena que se desarrolla en primer término. En este marco se pintaban, en primer plano, un número limitado de figuras humanas que componían la escena, aislados por lo general los unos de los otros.
Estos personajes que ocupaban el 
no estaban representados con una anatomía ideal, perfectas musculaturas sin defectos que recordaban a las estatuas clásicas como el Apolo de Belvedere. Normalmente se dibujaba siguiendo el «método de la cuadrícula»: los personajes se dibujaban desnudos en una hoja de papel cuadriculado y luego se trasladaban así al cuadro. Allí podían reproducirse desnudos si eran figuras masculinas: era el desnudo heroico clásico, si bien ocultos los genitales por algún elemento accesorio como colocado por azar. Si eran mujeres, no se representaban desnudas. Estas figuras ideales, estatuarias, también podían ser revestidas al modo de actores de teatro con ropajes majestuosos, que recordaran por su solemnidad y riqueza a las vestimentas clásicas. Las posturas que adoptaban los personajes eran contenidas, no importaba cuán intenso fuese el sentimiento que podía dominar la escena, puesto que así conservaban esa belleza ideal, sin que el dolor deformará sus rasgos.
En cuanto a los objetos que se incluían en las escenas, se buscaba una recreación casi arqueológica de la antigüedad, reproduciendo en el lienzo aquellos objetos descubiertos por los arqueólogos en las excavaciones.

## Artistas

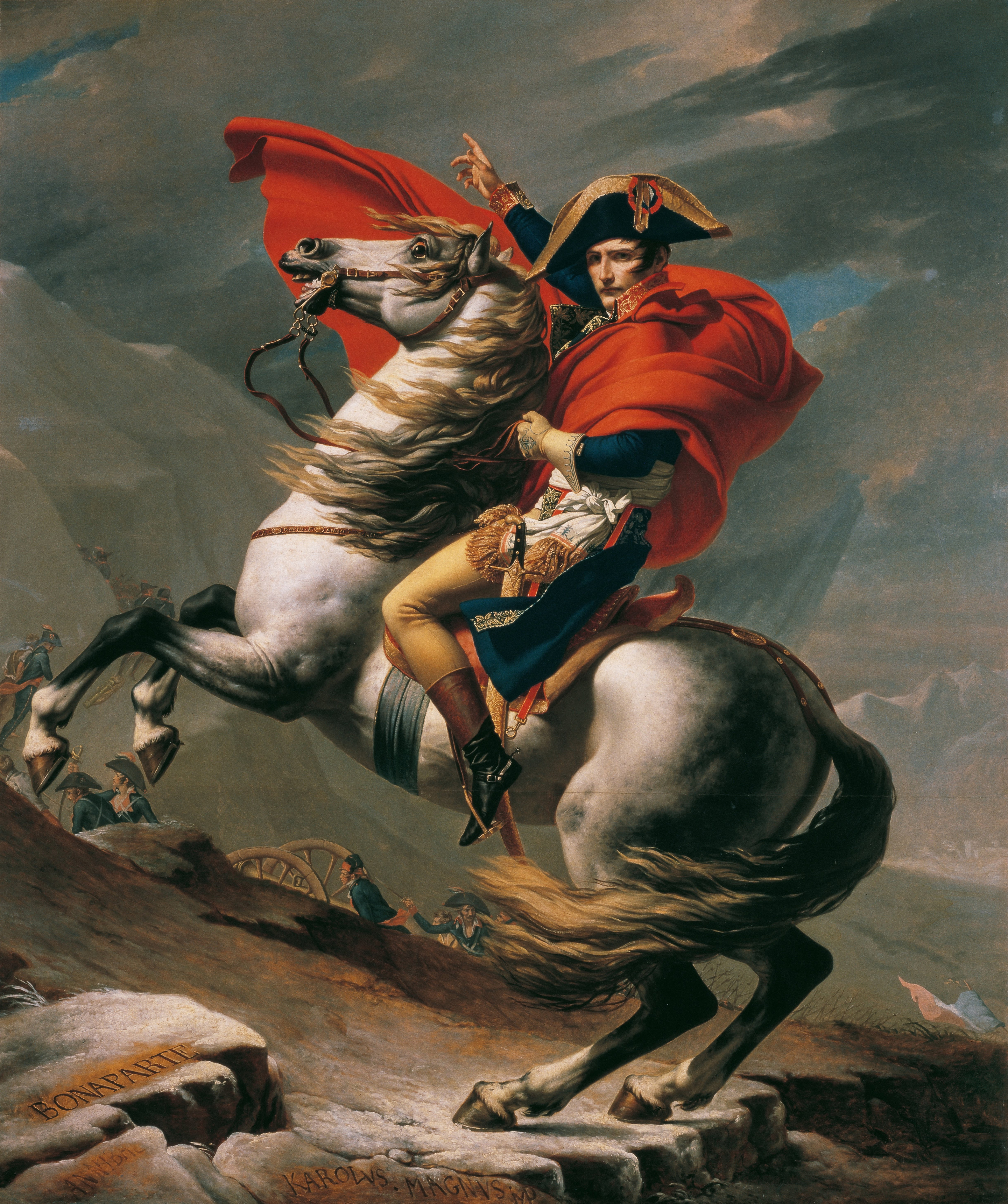
David, Napoleón cruzando los Alpes, 1801.

### Francia

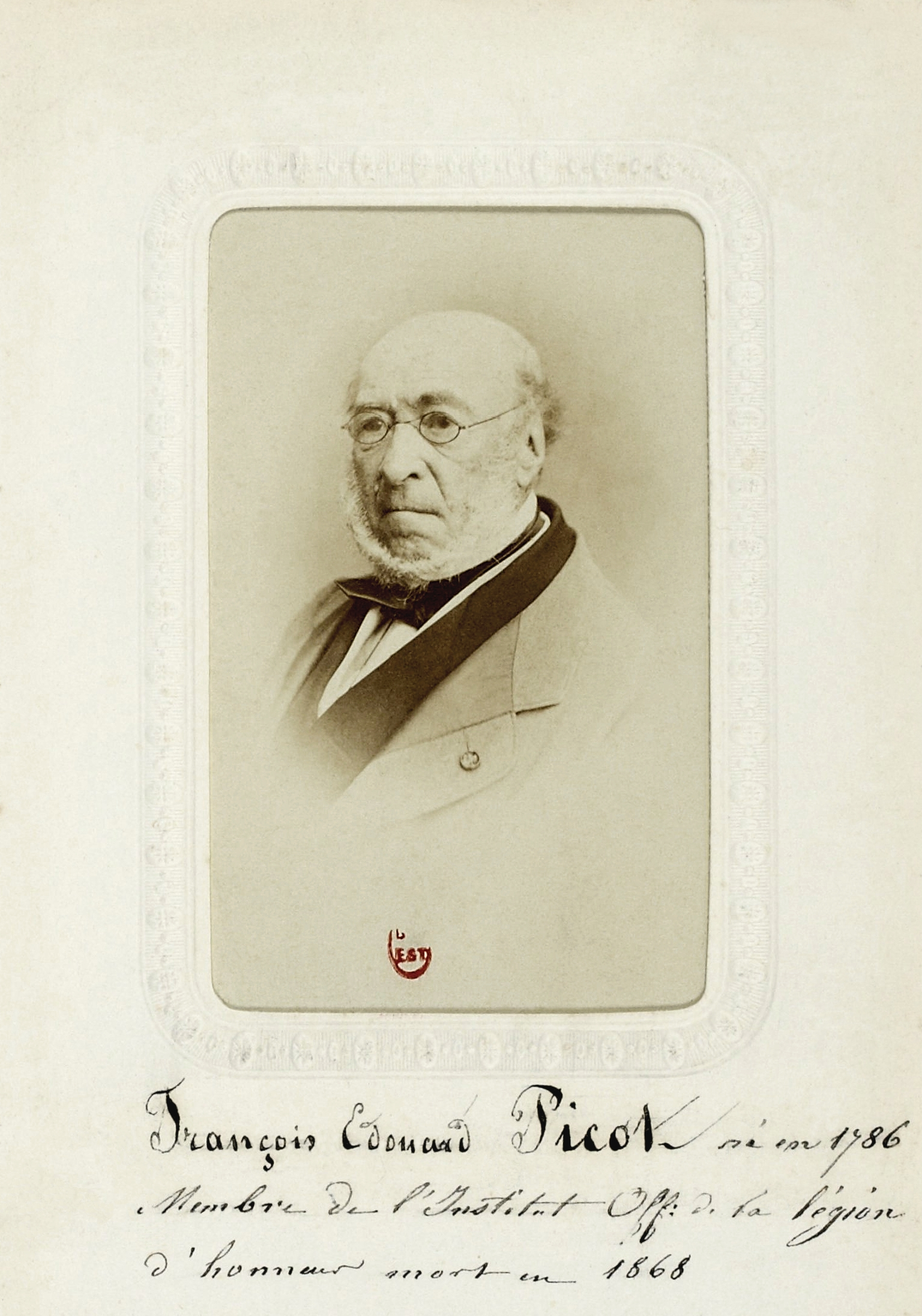
François-Edouard Picot, ca.1865

Un primer intento de revivir la Antigüedad clásica, si bien desde una estética rococó, viene representado por el francés Joseph Marie Vien (1716-1809), que residió durante unos años en Roma y fue maestro de Jacques Louis David, máximo representante del Neoclasicismo. En su vida y obra se realizó de manera más patente la relación entre la Revolución francesa y la pintura neoclásica en ese país. En sus cuadros a menudo usaron elementos romanos o griegos para ensalzar las virtudes de la Revolución francesa, anteponiendo el estado a la familia. La variada biografía de David representó los cambios políticos que se sucedieron en Francia. En su juventud le influyó Boucher, el pintor aristocrátrico por excelencia del Antiguo Régimen. Entre 1775 y 1780 vivió en Roma donde rompió con ese estilo y se convirtió al clasicismo, comenzando a pintar cuadros históricos. Su significativo Juramento de los Horacios (Museo del Louvre) fue pintado en Roma en 1784 y llamó la atención en el Salón de París de 1785; se le considera como verdadero manifiesto estético iniciador del Neoclasicismo. Tiene una perspectiva centrada perpendicular al plano pictórico. Contra los soportales que quedan detrás, se ponen las figuras heroicas, modeladas de manera escultórica como si se tratara de un friso, igualmente en tres grupos que se corresponden con los arcos: los tres hermanos Horacios a la izquierda, en el centro su padre con las espadas tomándoles juramento de que sacrificarán sus vidas por la patria y las hermanas y esposas llorando desconsoladamente a la derecha. Las figuras masculinas están dominadas por la línea recta, lo que remarca su valentía y fortaleza, mientras que las femeninas están trazadas con líneas sinuosas lo que da equilibrio a la escena. El fondo es liso como si fuera un altorrelieve. Una especie de iluminación artificial alumbra a las figuras, centrándose en los Horacios y las espadas. La puesta en escena, en cuanto al decorado y el vestuario, recuerda la de la ópera, aunque con una verosimilitud arqueológica. Cuenta con el cromatismo clásico de Poussin, frío, natural y racional. Otros cuadros clásicos anteriores a la revolución fueron: Belisario (1781), La muerte de Sócrates (1787) y Los amores de Paris y Helena (1788).

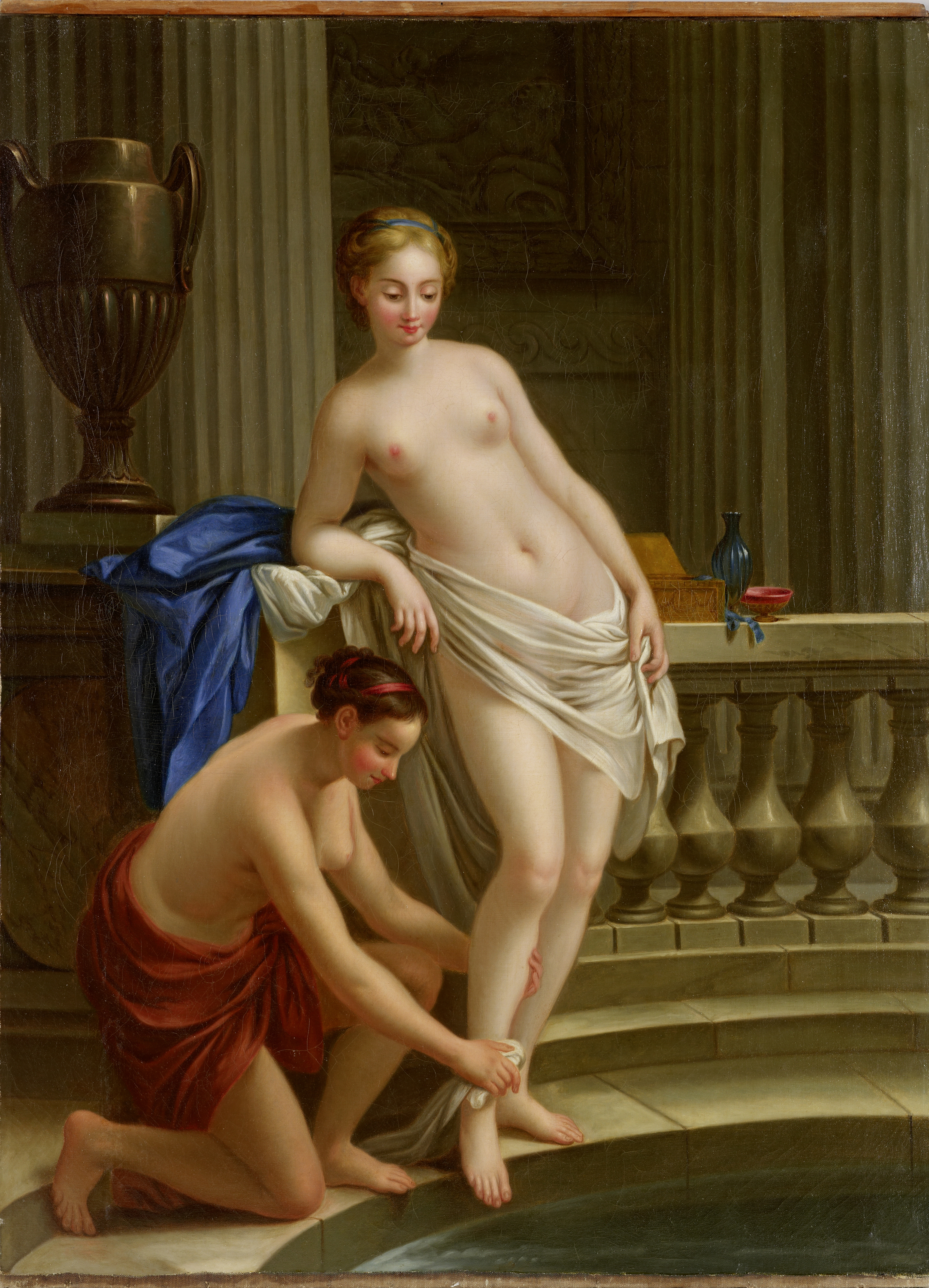
Dos mujeres en el baño (1763) de Joseph-Marie Vien, Musée de Cahors Henri-Martin, Cahors.

David abrazó decididamente la acción política en la Revolución francesa. Desempeñó el cargo de superintendente de Bellas Artes, lo que le permitió dictar el estilo de la Francia revolucionaria, persiguiendo el arte rococó y a sus pintores. Fue maestro de ceremonias republicanas, entre ellas el funeral de su amigo Marat, sobre el cual pintó uno de sus lienzos más recordados, La muerte de Marat (1793) cuadro que como su Juramento del Juego de la Pelota estuvo al servicio de la causa revolucionaria. No dejó por ello de pintar cuadros de temática clásica en estos años noventa, en los que se ensalza a los héroes antiguos, como Las Sabinas (1799), que puede verse como una llamada a la reconciliación después del golpe de 18 de brumario).

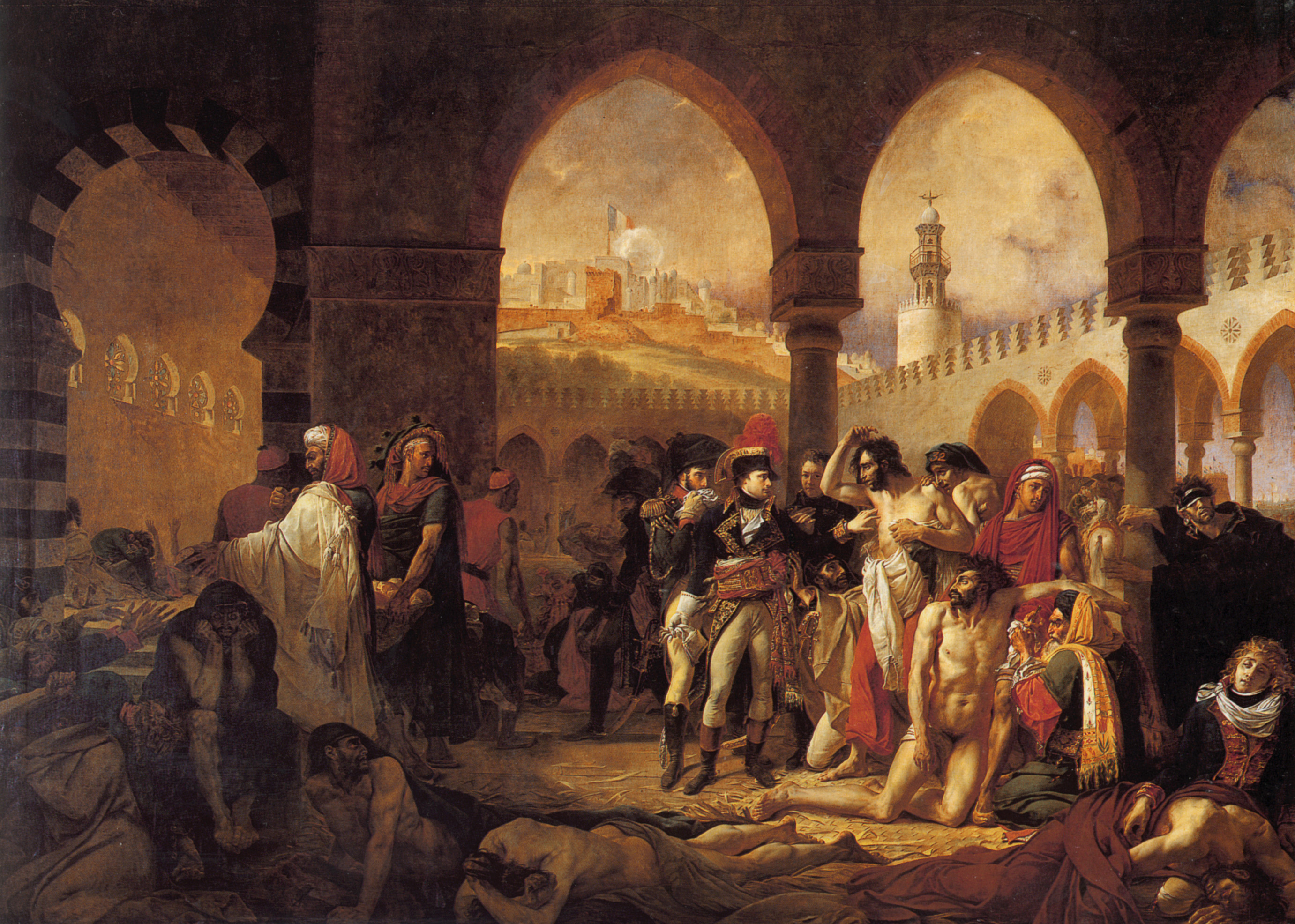
Antoine-Jean Gros: Bonaparte visitando a los apestados de Jaffa, 1804.

Más tarde, con el advenimiento del Consulado primero y del Imperio después, se convirtió en pintor de cámara de Napoleón, realizando sus retratos oficiales que servían de propaganda del nuevo régimen. Así, Napoleón cruzando los Alpes (1799), o La coronación de Napoleón (1805-07). En estas obras se abandonan los ideales revolucionarios y se muestra un marco de lujo propio de la corte imperial. Ejemplifican el estilo imperio, creado por David a petición del nuevo emperador. También en esta época pintó un cuadro de historia, Leónidas en las Termópilas (1814). A la caída de Napoleón, David se vio obligado a exiliarse a Bruselas, donde falleció en 1825.
David cultiva un estilo realista en las vestimentas, las arquitecturas y los detalles arqueológicos. Las figuras están representadas con fidelidad anatómica. Su estilo severo y equilibrado se inspira en la escultura clásica, y en autores como Rafael y Poussin.
Cuando David marchó a Bruselas, dejó su taller a su discípulo mejor dotado Antoine-Jean Gros (1771-1835), protegido de la emperatriz Josefina. Acompañó a Napoleón Bonaparte en su campaña italiana, y a partir de ahí se convirtió en el pintor que reflejó sus campañas militares. Así, se le deben Bonaparte au pont d’Arcole (El retrato de Bonaparte en el puente de Arcola, 1796), Napoléon sur le champ de bataille d'Eylau (Napoleón en el campo de batalla de Eylau, 1808) y la que se reputa su mejor obra, Bonaparte visitant les pestiférés de Jaffa (Bonaparte visitando a los apestados de Jaffa, 1804).
En el neoclasicista Anne-Louis Girodet-Trioson (1767-1824) se observan los primeros rasgos del Romanticismo pictórico. Se conserva el estilo neoclásico pero se tratan otros temas, como ocurre en Le Sommeil d'Endymion (El sueño de Endimión, 1792), L'apothéose des Héros français morts pour la patrie pendant la guerre de la Liberté (Las sombras de los guerreros franceses conducidos por la victoria al palacio de Odín, 1800) y Funérailles d'Atala (Los funerales de Atala, 1808).
A Girodet intentó imitar al principio François Gérard (1770-1837), pero destacó sobre todo en los retratos, género no apreciado en el Neoclasicismo y que por su sentimentalismo preludiaba el Romanticismo. Entre sus obras más destacadas se encuentran Psyché et l'Amour (Psique y el Amor, 1798) y el de Madame Recamier (1802). En ese mismo sentido son los retratos de Vigée-Lebrun, como puede verse en su Retrato de Madame de Staël representada como Corina, h. 1807-1808. Como ocurre con Girodet, las primeras obras de Pierre Paul Prud'hon (1758-1823), Jean-Baptiste Regnault (1754-1829) y Germain Jean Drouais (1763-1788) pertenecen a la estética neoclásica.

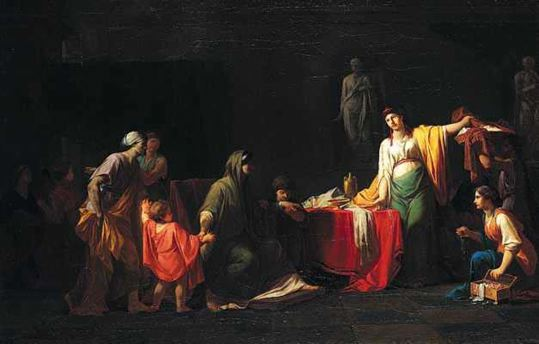
Jean-François Peyron: Cornelia, madre de los Gracos, 1781.

También cultivaron el Neoclasicismo en Francia:
- Jean-François Peyron (1744-1814), inspirado por Poussin y en cuya pintura predominan los colores fríos;
- Pierre Narcisse Guérin (1744-1833) que se centró en temas históricos;
- Joseph-Benoît Suvée, a quien se debe L'invention du dessin («La invención del dibujo»), 1791.

Finalmente, cabe mencionar a Jean Auguste Dominique Ingres (1780-1867) al que se considera el otro gran pintor neoclásico, incluso superior a David. Su obra, compleja, y dilatada a lo largo de tanto tiempo, incluía elementos románticos, de manera que realmente no se puede adscribir sólo a la estética neoclásica. Su estilo es claramente neoclásico, líneas puras, colores fríos, predominio del dibujo sobre el color, pero la temática es variada, y muchas veces recoge elementos exóticos típicos del orientalismo romántico. La belleza ideal propia del Neoclasicismo se refleja en obras como La bañista de Valpinçon (1808) o La apoteosis de Homero (1827).

### Resto de Europa
Fuera de Francia, un artista destacado en el establecimiento y evolución del Neoclasicismo fue el alemán Anton Raphael Mengs (1728-1779). Conoció a Winckelmann en Roma y a partir de ese momento adoptó el Neoclasicismo, desarrollando igualmente un trabajo como teoría del arte. En 1761 llegó a España, para pintar en el Palacio Real de Madrid. Como director de todas las actividades artísticas de la corte, impuso el nuevo estilo en el país. Su estilo es minucioso. A diferencia de otros neoclásicos, conserva el colorido brillante del rococó. La Real Academia de San Fernando defendió el nuevo estilo. Otros pintores neoclásicos de España fueron Mariano Salvador Maella (1739-1819) y Francisco Bayeu (1734-1795), colaboradores de Mengs en los palacios reales de Aranjuez y Madrid.
Vicente López Portaña (1772-1850) asumió los principios estéticos de Ingres y Mengs. Era un destacado dibujante que realizó destacados retratos académicos, muy minuciosos.
José Aparicio Inglada (1773-1838) es un clásico «puro», que se formó en la Academia de Bellas Artes de San Fernando, estudio con David en París y que cultivó un estilo frío que puede apreciarse en El hambre en Madrid, obra propagandística en favor de Fernando VII.

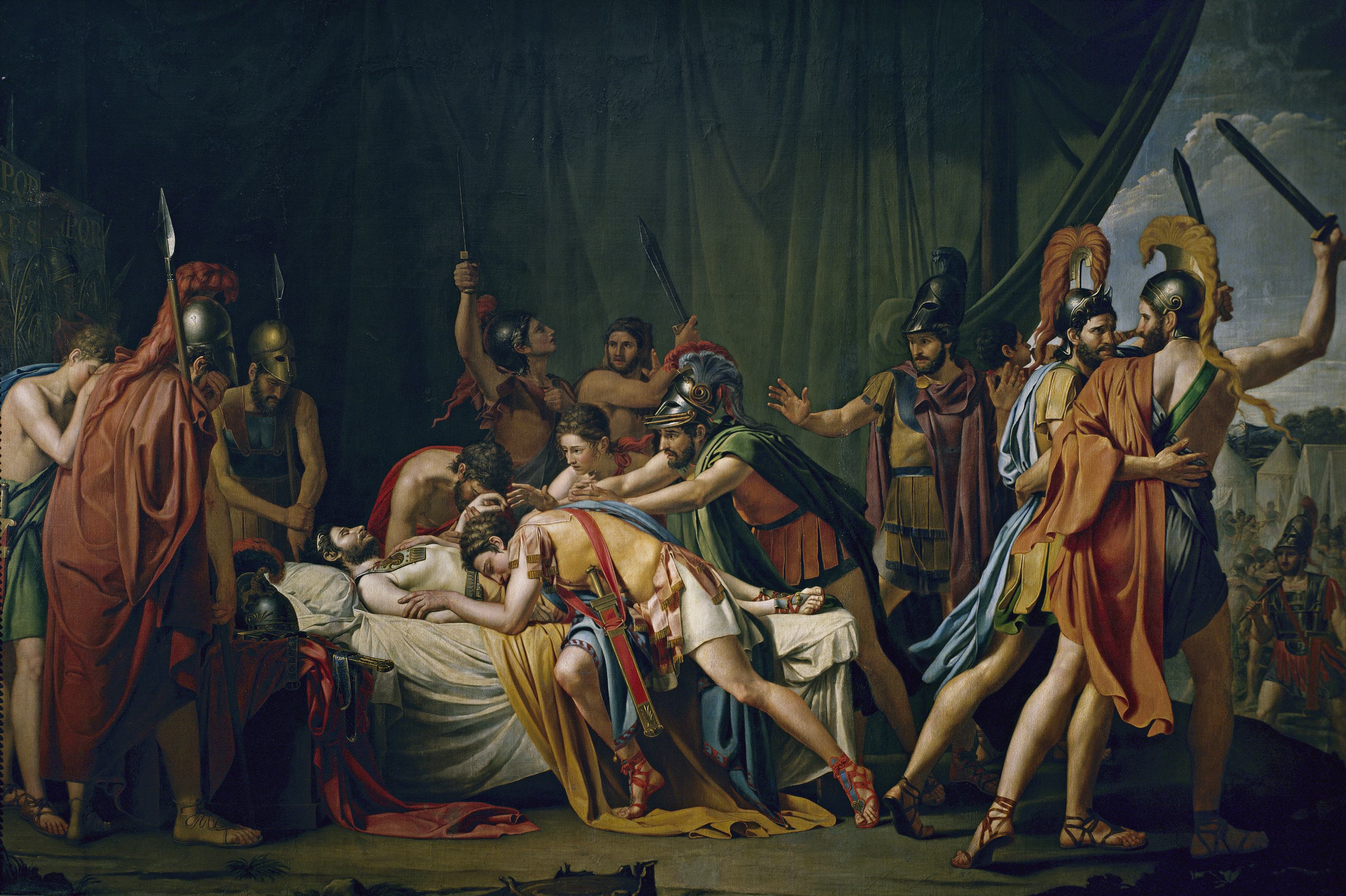
José de Madrazo: La muerte de Viriato, 1806-1807.

También en la Academia de San Fernando y en París estudió José de Madrazo (1781-1859), a quien se considera introductor del Neoclasicismo en España. Realizó retratos y también cuadros de historia como La muerte de Viriato, muy representativo del Neoclasicismo español, y que inaugura la gran «pintura de historia» española del siglo XIX. No obstante, el que se considera mejor cuadro del Neoclasicismo español es el
Cincinato de Juan Antonio Ribera (1779-1860), con el que obtuvo gran éxito.
En Italia, pueden verse obras del estilo de David en Andrea Appiani (1754-1817) y Vincenzo Camuccini (1771-1844).
En Stuttgart desarrolló su labor Gottlieb Schick (1776-1812) que trabajó en París con David e Ingres y en Roma.
En Gran Bretaña trabajaron:
- el escocés Gavin Hamilton (1723-1798), que estuvo entre los neoclasicistas de Roma, considerado uno de los fundadores del Neoclasicismo junto con Mengs.
- el londinense Nathaniel Dance (1735-1811), también vivió en Roma.
- el estadounidense Benjamin West (1738-1820), que vivió tres años en Roma y luego se estableció en Londres en 1763.
- la suiza Angelica Kauffmann (1741-1807), quien aparte de temas históricos hizo retratos de factura neoclásica y un tono sentimental.

Discípulo de David fue también el danés Christoffer Wilhelm Eckersberg (1783-1853) y luego estudió en Roma, cultivando géneros por lo general no apreciados en el Neoclasicismo como los retratos y los paisajes. Finalmente, debe mencionarse al ruso Vassili Kouzmitch Chebouiev (1777-1855) que asumió el estilo defendido por la Academia de Bellas Artes de San Petersburgo.